# Phaenocarpa eunice
Phaenocarpa eunice är en stekelart som först beskrevs av Alexander Henry Haliday 1838.  Phaenocarpa eunice ingår i släktet Phaenocarpa och familjen bracksteklar. Inga underarter finns listade i Catalogue of Life.